# Voisins-le-Bretonneux
Voisins-le-Bretonneux là một xã của Pháp, nằm ở tỉnh Yvelines trong vùng Île-de-France.
Người dân ở đây trong tiếng Pháp gọi là Vicinois.

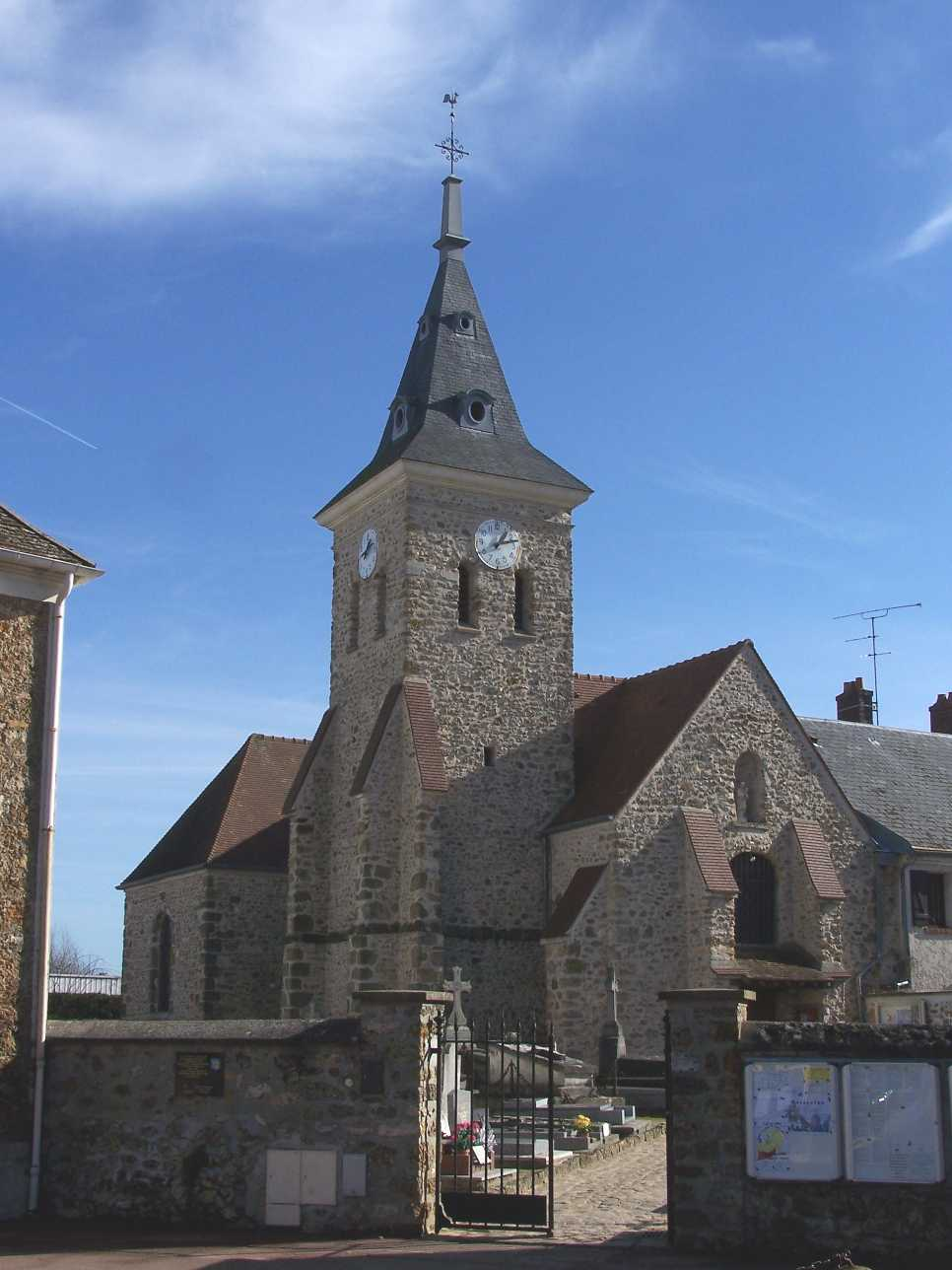
Nhà thờ Notre-dame-de-la-Nativité

Voisins-le-Bretonneux nằm ở phía đông tỉnh Yvelines, cự ly 10 km về phía tây nam Versailles. Voisins-le-Bretonneux cùng với 6 xã khác (Elancourt, La Verrière, Magny-les-Hameaux, Montigny-le-Bretonneux, Trappes-en Yvelines và Guyancourt) cấu thành vùng thành thị Saint-Quentin-en-Yvelines, thành phố nghệ thuật và lịch sử. Các xã giáp ranh: Guyancourt về phía đông bắc, Magny-les-Hameaux về phía nam và Montigny-le-Bretonneux về phía tây bắc.

## Hành chính
| Danh sách các thị trưởng |           |                     |             |         |
| Giai đoạn                | Giai đoạn | Tên                 | Đảng        | Tư cách |
| 2001                     |           | Alexis Biette       | {{{Parti}}} | -       |
| 2001                     | 2001      | Émile Alarcon       | {{{Parti}}} | -       |
| 1995                     | 2001      | Alexis Biette       | {{{Parti}}} | -       |
| 1979                     | 1995      | René Vandamme       | {{{Parti}}} | -       |
| 1965                     | 1979      | Maurice Laure       | {{{Parti}}} | -       |
| 1959                     | 1965      | Eugène Fleuré       | {{{Parti}}} | -       |
| 1945                     | 1959      | Raymond Decauville  | {{{Parti}}} | -       |
| 1921                     | 1945      | Auguste Buret       | {{{Parti}}} | -       |
| 1900                     | 1921      | Alphonse Decauville | {{{Parti}}} | -       |
| 1875                     | 1900      | Georges Favry       | {{{Parti}}} | -       |
| 1871                     | 1874      | Hippolyte Neveu     | {{{Parti}}} | -       |
| 1845                     | 1871      | François Favry      | {{{Parti}}} | -       |
| 1835                     | 1845      | Pierre Corron       | {{{Parti}}} | -       |
| 1829                     | 1835      | Germain Favry       | {{{Parti}}} | -       |
| 1819                     | 1829      | Claude Daix         | {{{Parti}}} | -       |
| 1816                     | 1819      | Georges Monget      | {{{Parti}}} | -       |
| 1813                     | 1816      | Claude Daix         | {{{Parti}}} | -       |
| 1791                     | 1813      | François Douville   | {{{Parti}}} | -       |